# UTC+05:45
| Južni poletni/severni standardni čas Morska območja | Severni poletni/južni standardni čas Standardni čas vse leto |

UTC+05:45 je časovni pas z zamikom +5 ur in 45 minut glede na univerzalni koordinirani čas (UTC), eden od le treh časovnih pasov z zamikom 45 minut na svetu; preostali trije so UTC+08:45, UTC+12:45 in UTC+13:45.
Ta čas se uporablja v Nepalu in je približek lokalnega srednjega časa za Katmandu, ki je 5:41:16 pred UTC. Časovni pas je v uporabi vse leto.